# موخاکار
موخاکار (به اسپانیایی: Mojácar) دهستانی در استان آلمریای اسپانیا است.
در این دهستان ۷۷۴۵ نفر زندگی می‌کنند. مساحت این دهستان ۷۲ کیلومتر مربع است.